# Sergio Álvarez (Fußballspieler, 1986)
Sergio Álvarez Conde (* 3. August 1986 in Catoira, Spanien) ist ein ehemaliger spanischer Fußballspieler.

## Karriere
Nachdem Sergio Álvarez von 2004 bis 2011 in der zweiten Mannschaft von Celta Vigo Torwart war, dort insgesamt 167 Ligaspiele absolvierte und einen einjährigen Zwischenstopp in Racing de Ferrol hinlegte, wurde er zur Saison 2011/12 in die erste Mannschaft berufen. Dort debütierte er am 4. Juni 2011 im Spiel gegen den FC Cartagena. 2021 beendete er seine Karriere.

## Erfolge
- Aufstieg in die Primera División 2012 mit Celta Vigo